# Бончо Несторов
Бончо Илиев Несторов е български писател и журналист с комунистически убеждения.

## Биография
Роден е на 2 август 1906 година в село Връбник, Костурско, тогава в Османската империя, днес намиращо се в Албания. През 1914 г., когато селото му е под гръцко управление, семейството на Бончо Несторов се преселва в България. Той завършва Търговската гимназия в Пловдив, по-късно е работник и чиновник в Пловдив, Русе и София. За кратко е драматург в Кооперативния театър в София. Поради обвързаността си с крайно левите сили нееднократно е уволняван от работа. Член е на прокомунистическия Съюз на трудовоборческите писатели.
След 9 септември 1944 г. Бончо Несторов подкрепя активно новата власт. От 1944 г. той е член на Българската комунистическа партия. От 1944 до 1962 г. е член на редакционната колегия на вестник „Народна войска“ (от 1952 г. – „Народна армия“).

## Творчество
Творческия път на Бончо Несторов започва на страниците на пловдивските вестници „Юг“ и „Трезва младеж“. В периода 1927-1929 г. той е редактор на вестник „Трезва младеж“. През 1929 г. започва да издава и да редактира списание „Хоризонти“, от което излизат два броя. Бончо Несторов сътрудничи със статии, разкази и бележки на вестниците „Мисъл“, „Мисъл и воля“, „Щит“, „Глобус“ и на други, най-често леви издания.
След 1944 г. Бончо Несторов издава своите първи книги, започва да пише по-големи прозаични творби – повести и романи. Той е един от представителите на господстващото течение на социалистическия реализъм. В произведенията му преобладават няколко основни теми – революционните борби и комунистическото движение между двете световни войни, изграждането на нова, социалистическа България и образът на войника от народната армия. Място на действието на голяма част от неговите разкази и романи са села в Родопите.
В едно от последните си по-големи произведения – биографичната „Повест за моето детство“ (1967, 2 издание – 1975, 3 издание – 1982) той описва детските си години, преди преселването в България.
По сценарий на Бончо Несторов е заснет филмът „Безкръстни гробове“ (1931, режисьор Борис Грежов), посветен на политическия терор от 1923-1925 г.

## Съчинения
- Младен слезе в Снежево. Разкази, 1945
- Югославски деца. Разкази, 1948
- Млади защитници. Разкази, 1950
- Под крилото на партията. Повест за Любомир Баръмов – Любчо, 1952 (1963, 1966, 1969, 1982)
- Директорката. Повест, 1953
- Служа на Народната република. Разкази и очерци, 1953
- Светлина на Родопите. Роман, 1954 (1955, 1961)
- Величав подвиг. Разкази и очерци, 1955
- Задача Орион. Роман, 1956
- Ариф и Рамзина. Роман, 1957 (1960, 1976)
- През снежното поле. Разкази, 1957
- Последната година. Роман, 1961 (1966)
- В онази есен. Повест, 1962
- Гаврошът не загива. Роман, 1962 (1967)
- Измамни пътеки. Роман, 1962
- Светлини и сенки. Разкази, 1963
- Повест за моето детство, 1967 (1975, 1982)
- Тъмни огньове. Роман, 1979